# Mauricio De Marino
Mauricio De Marino (* 1985) ist ein uruguayischer Gewichtheber.

## Karriere
Mauricio De Marino nahm mit der uruguayischen Mannschaft an den Südamerikaspielen 2006 in Buenos Aires teil. Mit 247 Punkten erreichte er dort in der Klasse bis 77 kg einen fünften Rang. Auch bei den Panamerikanischen Spielen 2007 in Rio de Janeiro gehörte er zum Aufgebot Uruguays. Dort belegte er im vom Kubaner Iván Cambar mit 350 Punkten gewonnenen Wettbewerb den zehnten Platz mit 257 Punkten. Im Folgejahr ging er bei den Panamerikameisterschaften im peruanischen Callao an den Start. 2010 in Medellín war er abermals Teil des Teams bei den Südamerikaspielen 2010. In jenem Wettbewerb belegte er den 6. Platz.